# Coast Guard Air Station San Francisco
Coast Guard Air Station San Francisco est une base aérienne des garde-côtes des États-Unis située à 21 km au sud du centre-ville de San Francisco, en Californie, à l'aéroport international de San Francisco. La base aérienne est adjacente à l'aéroport et comprend sa propre piste, un hangar, un bâtiment administratif et plusieurs autres structures de soutien.

## Opérations et missions
La base aérienne de la Garde côtière de San Francisco (CGAS) située à l'aéroport international de San Francisco est l'une des cinq stations aériennes du onzième district de la Garde côtière. La Station aérienne de San Francisco exploite actuellement quatre hélicoptères MH65 Dolphin qui assurent ses missions principales de recherche et de sauvetage. CGAS San Francisco prend également en charge un large éventail d’opérations de la Garde côtière, telles que l’application de la loi maritime, la sécurité portuaire, le soutien aux aides à la navigation et la protection de l’environnement marin, sur environ 300 milles du littoral, de Point Conception à Fort Bragg, 24 heures sur 24, 365 jours par an.

## Historique

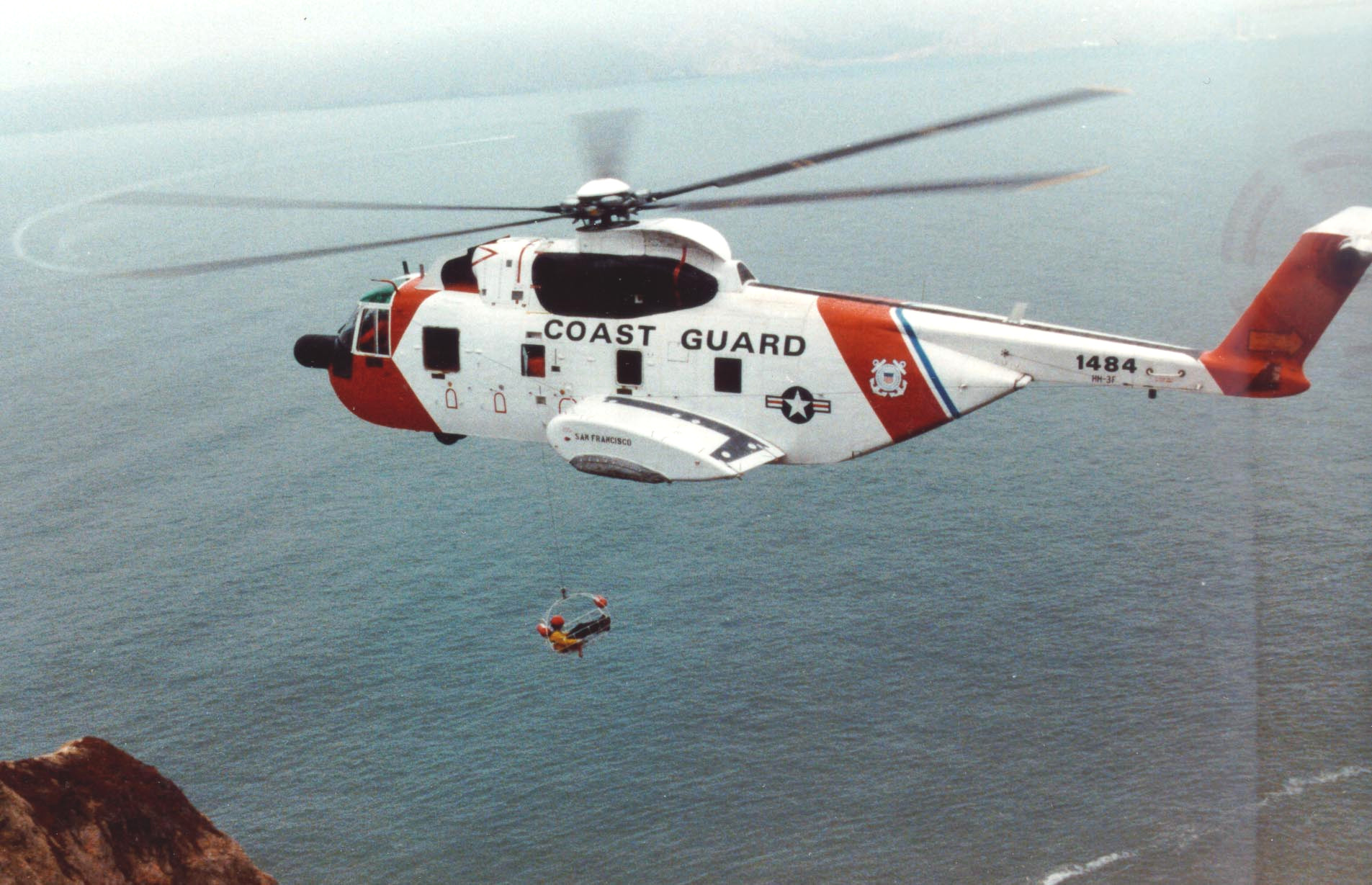
Un HH-3F Pelican de la base

La base aérienne de la Garde côtière de San Francisco a été achevée le 15 février 1941, ce qui en fait l'un des locataires les plus anciens de SFO. La station aérienne exploitait un PBY-5 Catalina et deux RD-4 Dolphins. Le 1er novembre 1941, l'avion et le personnel sont placés sous le commandement de la marine, où ils continuent à mener des opérations de recherche et sauvetage et des patrouilles côtières jusqu'à la fin de la Seconde Guerre mondiale. La base aérienne de la Garde côtière à San Francisco a également été chargée d'aider à la construction de stations de navigation à longue portée (LORAN) hautement classifiées et secrètes dans le Pacifique Nord en 1943. Le Catalina a joué un rôle déterminant dans l'achèvement de la chaîne LORAN des Aléoutiennes en transportant du personnel, des fournitures et des matériaux de construction.
Après la Seconde Guerre mondiale, la base aérienne reprend ses opérations normales sous le contrôle des garde-côtes après sa libération de la marine le 30 juin 1946. Le premier hélicoptère stationné est un HO3S-1 en 1947. Au début des années cinquante, le Grumman HU -16 Albatross a remplacé le stock vieillissant de voilures fixes de la Seconde Guerre mondiale datant des stations aériennes. Cet amphibie à vocation générale, affectueusement appelé "la chèvre", s'est avéré être une plate-forme extrêmement adaptable pour la recherche et sauvetage. Finalement, la station aérienne a reçu l'hélicoptère HH-52A Sea Guard en 1963, ce qui constituait une nette amélioration par rapport à son prédécesseur, grâce à l'amélioration de ses caractéristiques de vol et de ses capacités.
Les C-130, également stationnés à San Francisco, ont été transférés à la base aérienne de la Garde côtière nouvellement construite à Sacramento en 1978, mettant fin à 37 ans d'activité aéronautique à voilures fixes des garde-côtes à San Francisco. En 1991, la station aérienne de San Francisco a reçu son premier HH-60 J-Hawk pour remplacer le Pelican HH-3F en tant qu'hélicoptère de recherche et de sauvetage à moyenne portée. La restructuration de la Garde côtière a entraîné un court séjour du HH-60 à San Francisco. En juin 1996, quatre HH-65 ont été transférés de San Diego à San Francisco. À l’automne 2001, la base aérienne est passée au HH-65B, une mise à niveau du progiciel avionique. Au printemps 2006, le HH65B a été remplacé par le HH65C après l’installation des moteurs Turbomeca Arriel 2C2-CG.
Alors que les cellules ont évolué, la mission principale de l'Air Station de San Francisco est restée inchangée depuis sa création: la recherche et le sauvetage maritimes le long de 300 milles de côtes, de Point Conception à Fort Bragg. Outre la recherche et le sauvetage, la base aérienne de San Francisco a étendu ses missions à la sécurité intérieure, à l'application de la loi maritime, à la protection de l'environnement, aux aides à la navigation, à la logistique et au sauvetage en falaise.